# Anton Raky
Anton Raky (né le 5 janvier 1868 à Seelenberg dans le Taunus, mort le 22 août 1943 à Berlin) est un pionnier du forage profond et de la prospection géologique (minière et pétrolière).

## Famille
Anton Raky est le fils de Franz Raky et de Karoline Abt. Il épouse 1893 en Durrenbach Martha Immler (née 1873 à Zeulenroda-Triebes, morte le 7 février 1898 à Cologne, à Durrenbach. De cette union sont nés les deux fils, Anton et Otto. Il épouse 1902 en Osek Rosa Thiele.
Il épouse Sophie Devaux (née à Vienne). Anton Raky est père de Hortense Raky, une actrice autrichienne, épouse de l'acteur Karl Paryla. Ce couple est parent des deux acteurs Nikola Paryla et Stephan Paryla-Raky.

## Débuts
Son grand-père possédait une forge à Kiedrich en Rheingau. Il apprit la mécanique et réalisa une tête de forage spéciale pour le foreur Emanuel Przibilla. Celui-ci habitait la Basse-Silésie et possédait une entreprise de forage à Cologne et prospectait à l'époque une mine de sel à Kiedrich. Przibilla fut impressionné par les talents du jeune-homme et l'engagea dans son entreprise. Anton Raky s'appliqua dès lors à l'amélioration des techniques de forage.
Employé comme ingénieur de forage dans la société de forage alsacienne « Gute Hoffnung » (en français, « Bonne Espérance »), il obtint un brevet en 1894 pour un système de forage à chocs rapides ('Schnellschlag-Bohrkran Nr.7') qui permit de faire des sondages pétroliers en Alsace jusqu'à 340 mètres. Ce qui lui valut une renommée mondiale. Anton Raky et 'Gute Hoffnung' tentèrent d'en vendre la licence à leur plus grand concurrent alsacien Pechelbronner Ölbergwerke à Merkwiller-Pechelbronn, mais le projet échoua.

## Internationale Bohrgesellschaft AG

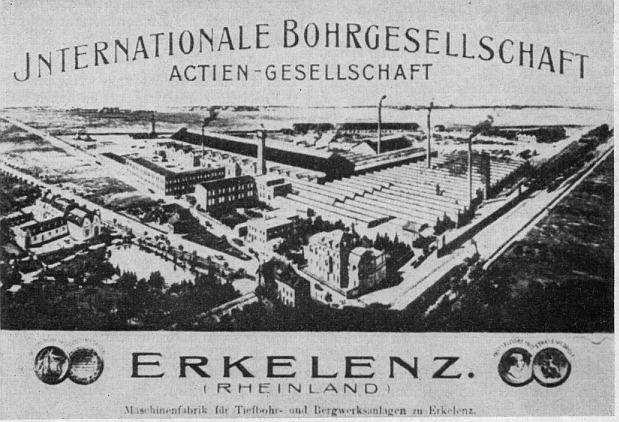
Internationale Bohrgesellschaft en Erkelenz vers 1900

Pour exploiter ses brevets, il fonda la « Internationale Bohrgesellschaft AG » le 8 août 1895.